# كويتشي توهي
كويتشي توهي. (باليابانية: 藤平光一)، (20 يناير 1920 - 19 مايو 2011)، كان أيكي دوكا برتبة 10 دان ومؤسس جمعية كي أيكيدو وهو أسلوب في الأيكيدو للمعلم موريهيه أويشيبا.

## سيرة ذاتية
كان ممارسا للفنون القتالية اليابانية القديمة منذ صغره وفي سن السادسة عشر إلى نادي الجودو في جامعة طوكيو، وفي عام 1939 ، بدأ تعلم آيكي بودو.
في عام 1942، تخرج في الاقتصاد من الجامعة . وفي 1 أكتوبر ، تم دمجه في الجيش الإمبراطوري وتم إرساله إلى أوتسونوميا ليتربص.
في فبراير 1944، بعد تلقيه تدريبات عسكرية، تم إرساله إلى الجبهة كملازم ثان في وحدة قتالية في الصين المحتلة. يتمركز في مدن نانجينغ وهانكيو وجاكاسو وتشانجشا وشوتاكي ويختبر الخطوط الأمامية.

## وصلات خارجية
- Koichi Tohei - Principios conceptuales fundamentales y Curso elemental على يوتيوب.